# Gliese 3470 b

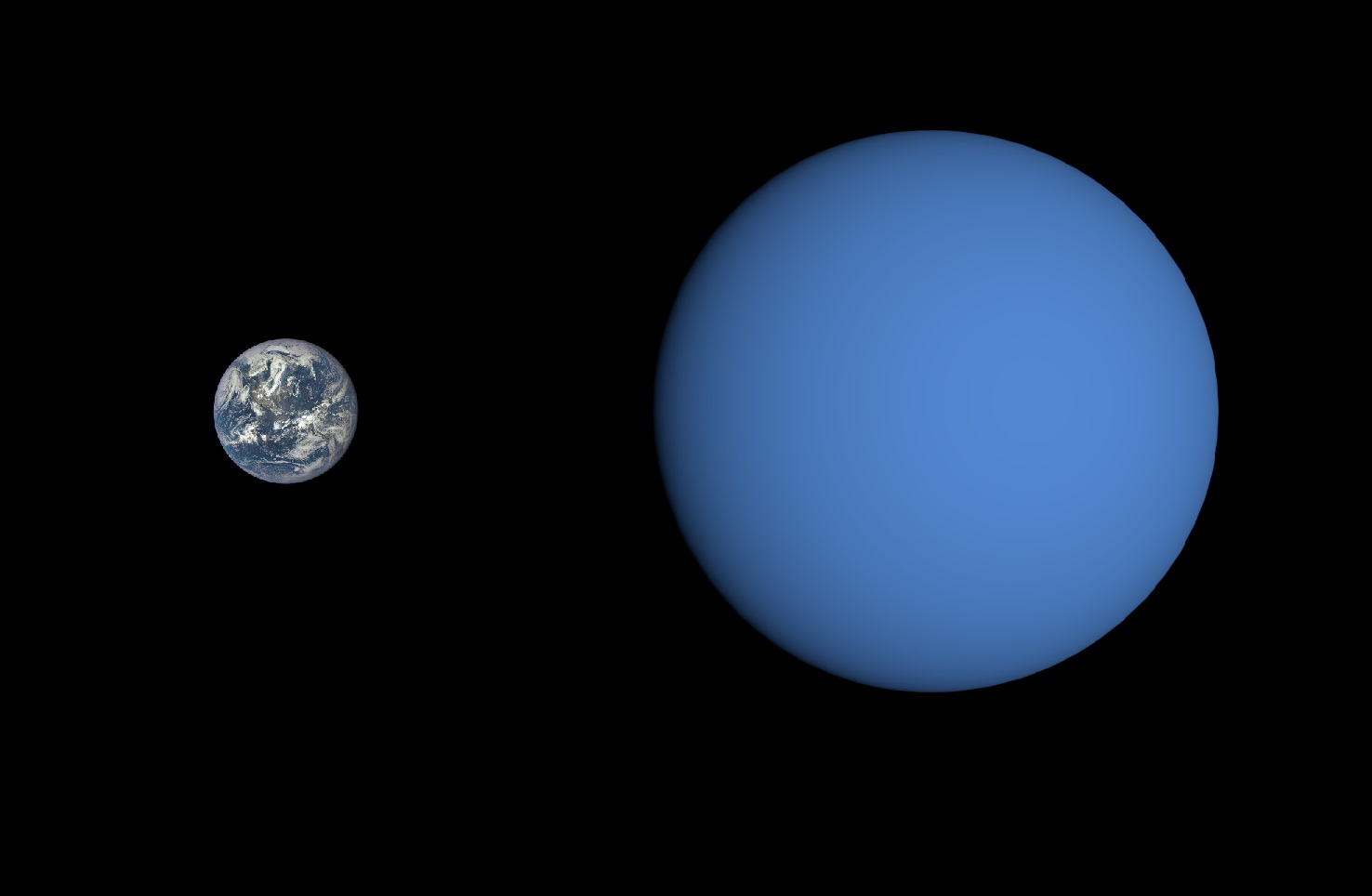
Gliese 3470b comparado com a Terra.

Gliese 3470 b, abreviado como GJ3470b, é um exoplaneta que orbita a estrela Gliese 3470, ambas localizadas na constelação de Câncer. Com uma massa de 12.6 massas terrestres e um raio de aproximadamente 4,3 vezes a massa da Terra, é provável que algo parecido com um mini-Netuno, apesar da crença inicial de que o planeta não estava coberto de nuvens como os gigantes gasosos que conhecemos no nosso sistema solar.

## Formação
Pesquisadores levantaram a hipótese de que, na maioria das vezes, o exoplaneta começou como uma rocha seca e rapidamente acumulou hidrogênio a partir de um disco primordial de gás quando sua estrela era muito jovem.  Eles encontraram uma atmosfera tão pobre em elementos pesados que sua composição lembra a composição rica em hidrogênio e hélio.